# Альберти, Доменико
Доменико Альбе́рти (итал. Domenico Alberti) (ок. 1710, Венеция — 14 октября 1740, Рим) — итальянский композитор, певец и виртуоз-клавесинист.
Учился пению у Антонио Биффи и композиции у Антонио Лотти, совершенствовался в Риме игре на клавесине и пению в 1737 году . Сочинил оперу «Олимпиада» (1739), мотеты, 40 сонат для клавесина, в том числе Восемь сонат Op. 1, опубликованные в Лондоне Джоном Уолшем в 1748 году. При жизни Альберти так и не опубликовал своих сонат, он их только исполнял. В сонатах Альберти использовал новый тип сопровождения мелодии, получивший название альбертиевы басы.
После смерти композитора наблюдались многократные случаи плагиата со стороны ученика композитора — Джузеппе Джоцци, выступавшего в Лондоне. Джоцци выдавал клавирные сочинения Альберти за свои. После публикации Уолшем сонат Альберти плагиат был доказан, и Джоцци уехал в Нидерланды, где продолжил свою деятельность, выдавая сочинения учителя за свои. Вполне вероятно, что первые скрипичные сонаты Моцарта , написанные им в возрасте семи лет, были созданы по образцу сонат Альберти .